# Los Tojos
Los Tojos es un municipio y localidad de la comunidad autónoma de Cantabria (España). Es uno de los tres municipios que forman el valle de Cabuérniga, situado en la zona occidental de la comunidad, dentro de la comarca de Saja-Nansa.

## Geografía
Está situado a unos 62 kilómetros de la capital cántabra, Santander. Limita al norte con los municipios de Cabuérniga y Ruente, al este con Molledo y Bárcena de Pie de Concha, al oeste con Cabuérniga y la mancomunidad de Campoo-Cabuérniga y al sur con la citada mancomunidad y la Hermandad de Campoo de Suso. Su cota máxima, situada en el sur del municipio, es de 1320,7 metros y, su cota mínima apenas supera los 340 metros.

### Clima
El municipio de Los Tojos, situado en una zona de media montaña atlántica, experimenta un clima influenciado por su elevada altitud media, la cuenca intramontana del río Argoza y su distancia al océano Atlántico. Las estaciones se caracterizan por abundantes precipitaciones, con veranos tibios e inviernos fríos, pudiendo haber períodos de crudo invierno o canículas rigurosas en verano.
Las precipitaciones, con valores medios superiores a 1400 mm, son más intensas en otoño y primavera, con noviembre y abril como meses más lluviosos. Las nevadas son comunes en invierno, especialmente en las zonas de mayor altitud. Los meses estivales son más secos debido al alejamiento de las borrascas, con días claros y luminosos.
Las temperaturas medias invernales rondan los 6 °C en el valle, descendiendo con la altitud, mientras que en julio, el mes más cálido, alcanzan los 18 °C. Los registros de heladas son frecuentes en Bárcena Mayor, con periodos de varios días consecutivos con mínimas por debajo de 0 °C. Tampoco son desconocidos valores drásticamente bajos en el municipio, y casi cada año se alcanza algún registro inferior a los -10 °C.
Durante el verano, las temperaturas raramente superan los 30 °C, gracias a la influencia del océano y la altitud, favoreciendo las labores ganaderas tradicionales con flujos oceánicos que aportan humedad constante.

## Historia

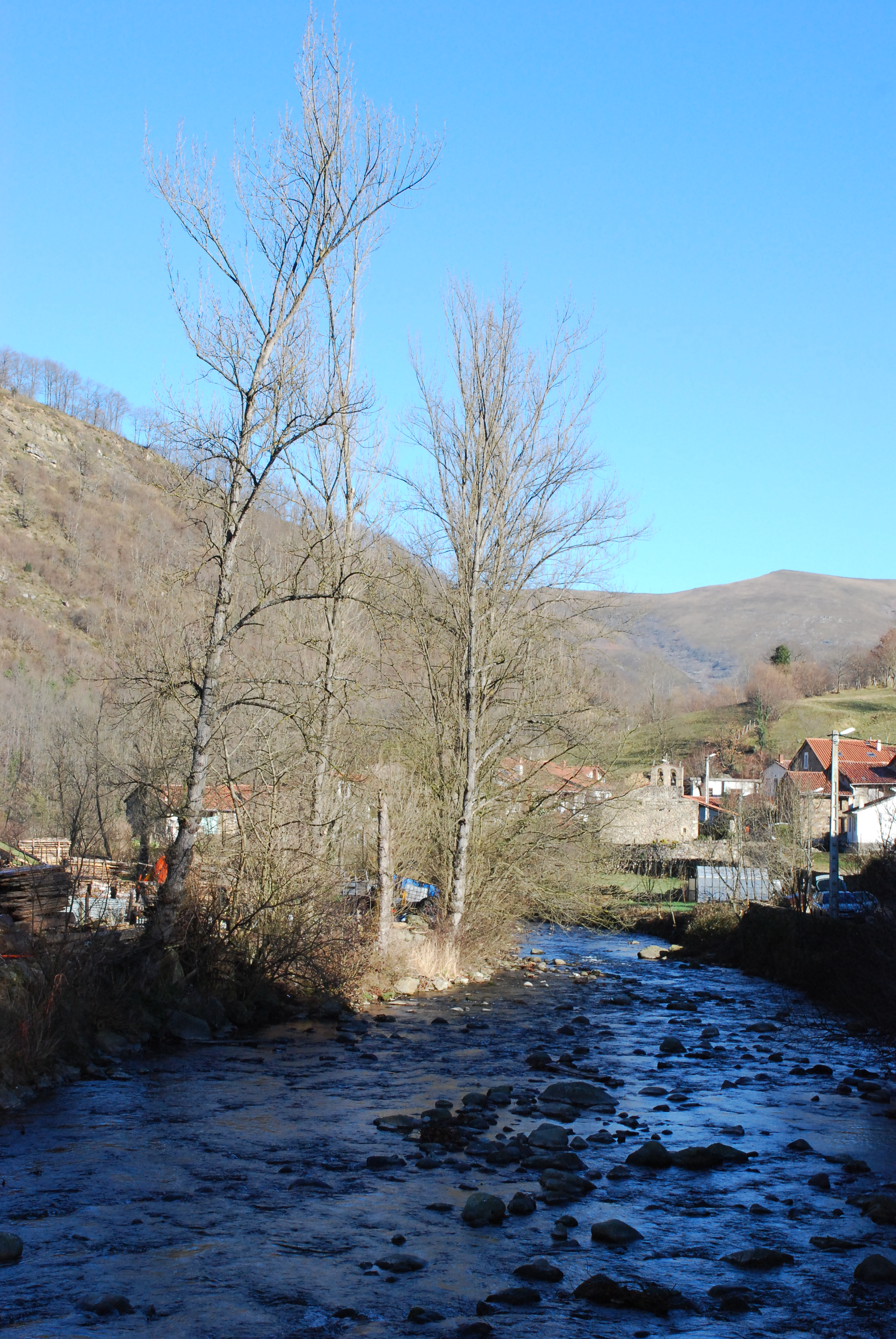
El Río Saja a su paso por la localidad de Saja, en Los Tojos.

Históricamente, las poblaciones que hoy conforman este municipio, formaban tres de los concejos del valle de Cabuérniga (Kaornega, según los documentos de la Alta Edad Media), entidad territorial que a su vez estaba integrado en la Merindad de las Asturias de Santillana. Fue comarca de repoblación. Las primeras menciones a este territorio son documentos relacionados con instituciones religiosas. Así, en el siglo IX aparece mencionada la Iglesia de Santa Águeda de Bárcena Mayor, pertenencia del monasterio de Santa María de Yermo. 
En un documento dado por el rey Alfonso VIII en Monzón, fechado el 4 de julio de 1168, aparece la donación del señorío de «Bárcena la Mayor» al monasterio de Cardeña, lo que hace que se deslinden sus términos. Los Tojos fue zona de behetría que pasó con posterioridad a formar parte del señorío de la Casa de la Vega. Estos concejos sólo consiguieron liberarse del dominio señorial, viendo reconocida su condición de realengo, con el Pleito de los Nueve Valles. Por aquí pasaba el camino tradicional desde el mar Cantábrico hacia Reinosa y Castilla, que seguía el trazado del río Saja, siendo uno de los más ilustres viajeros de esta vía el emperador Carlos I a su vuelta de Flandes. Quedó en desuso al abrirse en el siglo XVIII el Camino Real por el valle del río Besaya. En 1822 se formó el primer ayuntamiento constitucional, denominándose Correpoco e incluyendo en su territorio Viaña, actualmente perteneciente al municipio de Cabuérniga, lo cual se mantuvo hasta el año 1835. Con los demás del viejo valle estuvo en el partido judicial de Puentenansa, después en el de Cabuérniga y, por fin, desde hace cuarenta años forma parte del de Torrelavega.

## Demografía
Los Tojos cuenta con una población de 374 habitantes (INE 2024).
| Gráfica de evolución demográfica de Los Tojos entre 1857 y 2021                                                     |
| |
| Población de derecho según los censos de población del INE Población de hecho según los censos de población del INE |

## Administración y política

### Gobierno municipal
La actual alcaldesa del municipio es María Belén Ceballos de la Herrán (Partido Popular), tras revalidar su cargo en las elecciones municipales de 2011.
| Partido político                         | 2023  | 2023  | 2023       | 2019  | 2019  | 2019       | 2015  | 2015  | 2015       | 2011  | 2011  | 2011       | 2007  | 2007  | 2007       | 2003  | 2003  | 2003       |
| Partido político                         | Votos | %     | Concejales | Votos | %     | Concejales | Votos | %     | Concejales | Votos | %     | Concejales | Votos | %     | Concejales | Votos | %     | Concejales |
| Partido Popular (PP)                     | 178   | 63,34 | 5          | 204   | 69,15 | 5          | 186   | 69,40 | 6          | 217   | 62,36 | 5          | 214   | 54,87 | 4          | 121   | 34,57 | 3          |
| Partido Regionalista de Cantabria (PRC)  | 82    | 29,18 | 2          | 89    | 30,16 | 2          | 52    | 19,4  | 1          | 63    | 18,1  | 1          | 86    | 22,05 | 2          | 121   | 34,57 | 2          |
| Partido Socialista Obrero Español (PSOE) | 44    | 11,19 | 0          | —     | —     | —          | 22    | 8,21  | 0          | 62    | 17,82 | 1          | 86    | 22,05 | 1          | 105   | 30,00 | 2          |

### Organización territorial
La localidad de Los Tojos está ubicada a 640 m s. n. m., en el declive de una eminencia, rodeado por montes de bosque caducifolio. Queda a 62 kilómetros de la capital autonómica. En 2006 contaba con una población de 112 habitantes (INE). Está formado por una serie de casas populares montañesas en hilera, siguiendo posiblemente el trazado de un antiguo camino al puerto de Palombera. Del núcleo principal de Los Tojos forman parte dos barrios separados, hoy prácticamente despoblados: Colsa y La Punvieja o Pumbieja.
Sus 374 habitantes (INE 2024) viven en:
- Bárcena Mayor, 57 hab., de los cuales 7 viven diseminados
- Correpoco, 43 hab.
- Saja, 76 hab., de los que 1 vive diseminado
- El Tojo, 76 hab., de ellos en el núcleo viven 38 hab y otros 38 diseminados
- Los Tojos, 122 hab., de ellos 19 diseminados

## Patrimonio
Destaca en este municipio Bárcena Mayor, bien de interés cultural con categoría de conjunto histórico.